# VM i landevejscykling 2019
VM i landevejscykling 2019 blev afholdt i Harrogate i Storbritannien fra 22. til 29. september 2019. Dette var det 92. VM i cykling og det fjerde som blev afholdt i Storbritannien.
Holdtidskørsel for damer og herrer var taget ud af programmet. I stedet indførtes en blandet holdløb-stafet for landshold.

## Program
| Dato                  | Kategori                   | Start         | Mål                   | Distance |
| --------------------- | -------------------------- | ------------- | --------------------- | -------- |
| Søndag 22. september  | Blandet holdløb-stafet     | Harrogate     | Harrogate (2 omgange) | 28 km    |
| Mandag 23. september  | Enkeltstart, junior damer  | Harrogate     | Harrogate             | 14 km    |
| Mandag 23. september  | Enkeltstart, junior herrer | Harrogate     | Harrogate (2 omgange) | 28 km    |
| Tirsdag 24. september | Enkeltstart, U23 herrer    | Ripon         | Harrogate             | 30 km    |
| Tirsdag 24. september | Enkeltstart, damer         | Ripon         | Harrogate             | 30 km    |
| Onsdag 25. september  | Enkeltstart, herrer        | Northallerton | Harrogate             | 54 km    |
| Torsdag 26. september | Linjeløb, junior herrer    | Richmond      | Harrogate             | 147 km   |
| Fredag 27.september   | Linjeløb, junior damer     | Doncaster     | Harrogate             | 92 km    |
| Fredag 27.september   | Linjeløb, U23 herrer       | Doncaster     | Harrogate (2 omgange) | 173 km   |
| Lørdag 28. september  | Linjeløb, damer            | Bradford      | Harrogate (3 omgange) | 150 km   |
| Søndag 29. september  | Linjeløb, herrer           | Leeds         | Harrogate (7 omgange) | 285 km   |

## Resultater

### Herrer
| Event           | Guld                      | Guld          | Sølv                     | Sølv        | Bronze                 | Bronze      |
| --------------- | ------------------------- | ------------- | ------------------------ | ----------- | ---------------------- | ----------- |
| Herrer - Elite  |                           |               |                          |             |                        |             |
| Linjeløb        | Mads Pedersen (DEN)       | 6t 27' 28"    | Matteo Trentin (ITA)     | + 0"        | Stefan Küng (SUI)      | + 2"        |
| Enkeltstart     | Rohan Dennis (AUS)        | 1t 05' 05.35" | Remco Evenepoel (BEL)    | + 1' 08.93" | Filippo Ganna (ITA)    | + 1' 55.00" |
| Herrer - U23    |                           |               |                          |             |                        |             |
| Linjeløb        | Samuele Battistella (ITA) | 3t 53' 52"    | Stefan Bissegger (SUI)   | +0"         | Tom Pidcock (GBR)      | +0"         |
| Enkeltstart     | Mikkel Bjerg (DEN)        | 40' 20.42"    | Ian Garrison (USA)       | + 26.45"    | Brandon McNulty (USA)  | + 27.69"    |
| Herrer - Junior |                           |               |                          |             |                        |             |
| Linjeløb        | Quinn Simmons (USA)       | 3t 38' 04"    | Alessio Martinelli (ITA) | + 56"       | Magnus Sheffield (USA) | + 1' 33"    |
| Enkeltstart     | Antonio Tiberi (ITA)      | 38:28         | Enzo Leijnse (NED)       | + 0:08      | Marco Brenner (GER)    | + 0:13      |

### Damer
| Event          | Guld                       | Guld       | Sølv                       | Sølv       | Bronze                     | Bronze     |
| -------------- | -------------------------- | ---------- | -------------------------- | ---------- | -------------------------- | ---------- |
| Damer - Elite  |                            |            |                            |            |                            |            |
| Linjeløb       | Annemiek van Vleuten (NED) | 4t 06' 05" | Anna van der Breggen (NED) | + 2' 15"   | Amanda Spratt (AUS)        | + 2' 28"   |
| Enkeltstart    | Chloé Dygert Owen (USA)    | 42' 11.57" | Anna van der Breggen (NED) | +1' 32.35" | Annemiek van Vleuten (NED) | +1' 52.66" |
| Damer - Junior |                            |            |                            |            |                            |            |
| Linjeløb       | Megan Jastrab (USA)        | 2t 08' 00" | Julie de Wilde (BEL)       | + 00"      | Lieke Nooijen (NED)        | + 00"      |
| Enkeltstart    | Ajgul Garejava (RUS)       | 22' 16.23" | Shirin van Anrooij (NED)   | + 3.61"    | Elynor Bäckstedt (GBR)     | + 10.93"   |

### Mixed
| Event          | Guld                                                                                           | Guld       | Sølv                                                                                       | Sølv     | Bronze                                                                                              | Bronze   |
| -------------- | ---------------------------------------------------------------------------------------------- | ---------- | ------------------------------------------------------------------------------------------ | -------- | --------------------------------------------------------------------------------------------------- | -------- |
| Holdtidskørsel | Holland (NED)                                                                                  | 38' 27.60" | Tyskland (DEU)                                                                             | + 22.75" | Storbritannien (GBR)                                                                                | + 51.27" |
| Holdtidskørsel | - Lucinda Brand - Riejanne Markus - Amy Pieters - Koen Bouwman - Bauke Mollema - Jos van Emden | 38' 27.60" | - Lisa Brennauer - Lisa Klein - Mieke Kröger - Tony Martin - Nils Politt - Jasha Sütterlin | + 22.75" | - Lauren Dolan - Anna Henderson - Joscelin Lowden - John Archibald - Daniel Bigham - Harry Tanfield | + 51.27" |